# Пеники (остров)
Пени́ки (индон. Pulau Peniki) — небольшой остров в Индонезии, в Яванском море в составе архипелага Серибу. Расположен к востоку от основной части архипелага в  36 километрах к северу от столицы страны Джакарты. Покрыт лесом. На острове расположена металлическая сигнальная башня.
Постоянное население на острове отсутствует. Как и все другие острова этого небольшого архипелага, в административном плане относится к округу Серибу, входящему в состав Особого столичного округа.